# وزارت خارجه آلمان
وزارت خارجه آلمان (آلمانی: )، وزارت امور خارجهٔ جمهوری فدرال آلمان است که به عنوان یک آژانس فدرال مسئول هر دو سیاست کشور با خارج و ارتباط آن با اتحادیهٔ اروپا است. این وزارت یک وزارت سطح کابینه‌ای است. متصدی کنونی آن از ماه دسامبر ۲۰۲۱، آنالنا بربوک است که این پست را پس از هایکو ماس برعهده دارد. مقر اصلی وزارت است در وردرشر مارکت برلین-میته منطقهٔ تاریخی مرکز برلین واقع شده‌است.